# Józef Żelisławski
Józef Żelisławski herbu Pilawa (zm. ok. 1731 roku) – wojski urzędowski  w 1726 roku, sędzia grodzki lubelski w latach 1718-1724, wicesgerent lubelski w latach 1697-1708.